# 융커

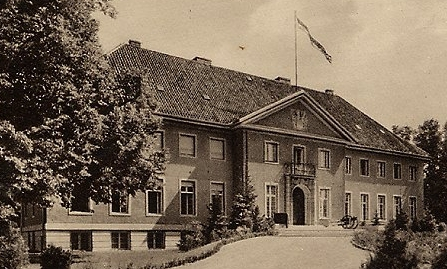
1928년 촬영된 파울 폰 힌덴부르크 저택.

융커(독일어: Junker [ˈjʊŋkɐ][*])는 프로이센의 지배 계급을 형성한 보수적인 지주 호족이다. 동부독일 지방은 중세 말의 식민운동에 의해 개발되었고 농노의 부역 농사에 의한 상품 생산을 위하여 토지가 경영되었다. 이와 같은 토지와 큰 집 그리고 농노를 소유·경영한 지주 호족을 융커라 불렀다. 그들은 융커끼리만 결혼하여 폐쇄적 사회를 형성한데다 소박하고 사교성이 없었으며, 예술에 대한 이해는 못했으나 왕가에 대한 충성심은 두터웠다.
농업 경영을 함과 동시에 프로이센의 행정 기구의 중요한 자리나 장군의 지위를 독점하였고 큰 세력을 휘둘러서 권력을 유지했다. 그 세력은 통일 후의 독일에도 존속하였는데, 히틀러 내각이 수립된 후 사실상 거의 사라졌고 제2차 세계대전 후 독일 동부를 차지한 공산당의 토지 개혁에 의해서 완전히 소멸되었다.

## 같이 보기
- 발트 독일인
- 젠트리
- 엘베강 이동

## 참고 자료
- 이 문서에는 다음커뮤니케이션(현 카카오)에서 GFDL 또는 CC-SA 라이선스로 배포한 글로벌 세계대백과사전의 내용을 기초로 작성된 글이 포함되어 있습니다.